# Mathcore
Mathcore, ook bekend als tech hardcore of chaotic hardcore, is een muziekgenre nauw verwant aan hardcore punk, maar onderscheidt zich door overvloedig gebruik van improvisatie en een nog meer chaotische stijl van spelen.

## Beschrijving
Mathcore wordt gekenmerkt door een extreem hoog technisch niveau van instrumentbeheersing. De grondleggers van het genre zijn bands als Botch, Meshuggah, Deadguy, Kiss It Goodbye, Knut en Rorschach. Tegenwoordig wordt het genre vooral vertegenwoordigd door The Dillinger Escape Plan.
De muziek staat vol van chaotische riffs, geïnspireerd door het grindcore genre. Complexe ritmes en akkoorden vormen de structuur van mathcoresongs. De nummers kunnen een aantal seconden duren, maar lopen soms ook wel op tot over de vijftien minuten. Van de volgorde refrein-couplet-refrein-couplet-refrein-bridge-refrein is binnen mathcore geen sprake, vaak is er zelfs geen couplet of refrein te bekennen. Mathcore is een mix van post-hardcore, grindcore, mathrock, progressieve metal en bluesrock, free jazz maar ook van jazz en blues.

## Voorbeelden
Enkele mathcore-bands met een artikel op de Nederlandstalige Wikipedia zijn:
- Coalesce
- Converge
- The Dillinger Escape Plan
- Every Time I Die
- The Fall of Troy
- The Number Twelve Looks Like You
- Protest the Hero